# Брудний мартіні

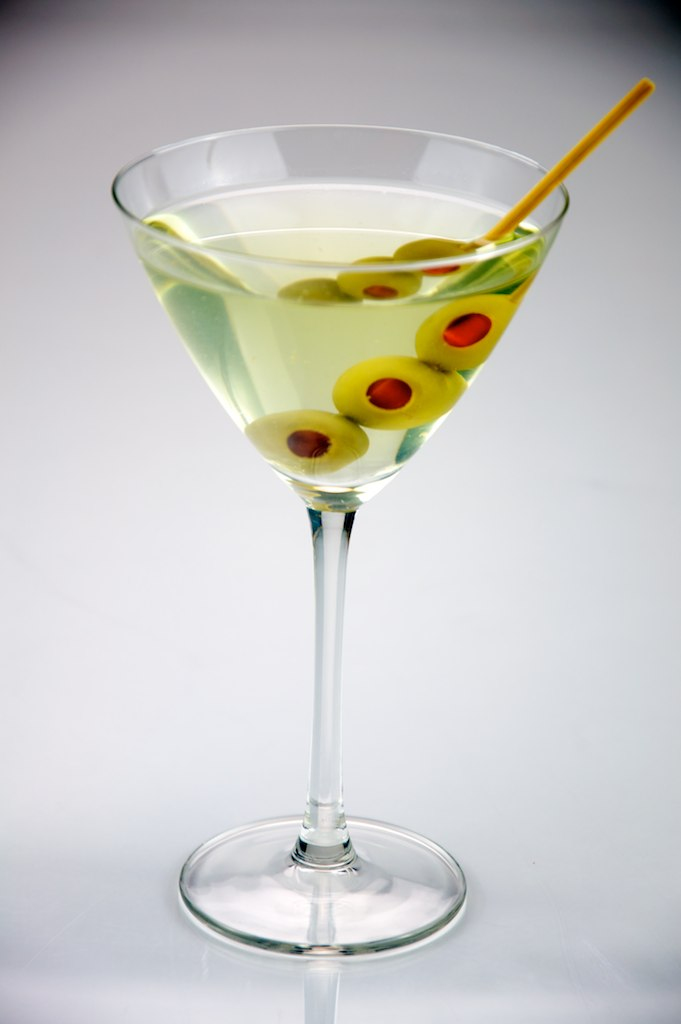
Коктейль Dirty Martini

Брудний мартіні (англ. Dirty Martini) — коктейль, що складається з горілки, вермуту. Класифікується як аперитив. Належить до офіційних напоїв Міжнародної асоціації барменів (IBA), категорія «Напої нової ери» (англ. New Era Drinks).

## Спосіб приготування
Рецепт коктейлю «Dirty Martini»:
- горілка — 60 мл (6 cl),
- вермут сухий — 10 мл (1 cl),
- рідина від консервованих оливок — 10 мл (1 cl)[2][3].